# Truhe (Einheit)
Die Truhe war ein Volumenmaß für Steinkohle. Es gibt offensichtlich einen Zusammenhang zwischen der Thruhe oder Thrune, die ein länglicher offener Holzkasten zur Beförderung von Zinnerzen in verschiedenen Hüttenwerken war. Im Schweizerischen hieß ein ähnlicher Kasten Trucke und in Österreich war es das Truchel. In Böhmen wurde das Maß Truche genannt. Schreibweisen mit D, wie zum Beispiel Druhe oder Druche, gab es auch.
Die Truhe entsprach ursprünglich einem Karren.
Im Jahr 1569 war das Maß auf 7 Kübel oder 4 3⁄8 Scheffel festgesetzt worden. 1762 entsprachen 6 ½ Kübel oder 4 1⁄6 Scheffel einer Truhe. Abweichung gab es später in den Zwickauer Steinkohlenbergwerken. Hier maß die Truhe 6,4 bis 6,6 Scheffel. Ein Ende setzte die Verordnung vom 20. Oktober 1859. Im Verkauf von Kohle (Steinkohle, Braunkohle, Koks) nach 1. Juli 1860 war der Scheffel mit 7900 Kubikzoll (sächs.) festgelegt. Gerechnet wurde oft: zwei Scheffel gleich eine Tonne. Die Einführung des metrischen Systems (hier ab 1. Januar 1872) galt dann das Maß Hektoliter. Ein Scheffel entsprach jetzt 1,038 Hektoliter, bzw. ein Hektoliter 0,482 Tonnen.
- 1 Truhe = 2 Karren
- Böhmen 1 Truche = 20 Füllfass
  - 1 Füllfass = 2 Scheffel (Dresdener)[3]
- Böhmen: 1 Truhe = 207,66 Liter[4]